# Prêmio Adolfo Aizen
Prêmio Adolfo Aizen é uma premiação que faz parte dos Prêmios Literários da Fundação Biblioteca Nacional e que é destinada a laurear o melhor livro brasileiro de história em quadrinhos.

## História
Durante a entrega das premiações da edição de 2023 dos Prêmios Literários da Fundação Biblioteca Nacional, o presidente da instituição, Marco Lucchesi, anunciou a criação de dois novos prêmios para o ano seguinte: ilustração e histórias em quadrinhos. O prêmio de quadrinhos foi nomeado em homenagem ao editor Adolfo Aizen, fundador da EBAL.